# 保利娜·科普
保利娜·科普（英語：Pauline Cope，1969年2月16日—），英国女子足球运动员，场上位置是守门员。她曾代表英格兰代表队参加1995年国际足联女子世界杯，结果队伍止步八强赛。